# Vyjdi ven
Vyjdi ven byl název výstražné studentské stávky, která se konala 15. března 2018 po celém Česku. Tisíce studentů z více než 300 vysokých a středních škol vyšli v poledne před školy na obranu ústavních hodnot a demokracie v zemi. Současně se konaly různé diskuze a happeningy, které pořádala také různá divadla.
Důvodem byla obava z posouvání hranic ústavních zvyklostí. Mezi ně patřilo například zvolení bývalého člena Komunistické strany Československa a policejních sborů Veřejné bezpečnosti Zdeňka Ondráčka, který při během demonstrací v roce 1989 zasahoval proti demonstrantům, do čela sněmovní komise pro kontrolu činnosti Generální inspekce bezpečnostních sborů. Na funkci týden před konáním stávky rezignoval. Kritizován byl také přístup prezidenta Miloše Zemana a trestně stíhaného premiéra v demisi Andreje Babiše vůči médiím, například veřejnoprávní České televizi.
Účastníci mohli při stávce stvrdit svůj souhlas se zněním výzvy podpisem, na transparent, křídou na chodník či na tvář. Následně měli své fotografie či videa sdílet na sociálních sítích s hashtagem #VyjdiVen. Iniciátorem celé akce byli studenti z pražské Divadelní fakulty Akademie múzických umění. Protest neměl být jednorázovou akcí, ale dlouhodobou snahou studentů usilovat o lepší politickou kulturu v zemi. Podpisové archy spolu s další video- a fotodokumentací byly předány kanceláři Senátu Parlamentu ČR.

## Znění výzvy
Vyzýváme všechny občany, a především studenty vysokých i středních škol, aby společně s námi ve čtvrtek 15. 3. – na Mezinárodní den proti policejní brutalitě, v pravé poledne vyšli ven ze škol, tříd a pracovišť na výstražnou stávku studentstva.
Výstražnou stávkou vyzýváme ústavní představitele České republiky, jmenovitě prezidenta České republiky, premiéra České republiky a Parlament České republiky k obraně ústavních a společenských zvyklostí a hodnot. Chceme, aby se všem a vždy měřilo stejným metrem. Chceme, aby prezident plnil svoji ústavní funkci a aby o budoucnosti nás všech nerozhodovaly trestně stíhané osoby, aby v klíčových výborech neseděli ti, kteří kdysi aktivně potlačovali demokracii a mlátili studenty.
Normalizace lži a absence základní odpovědnosti mají destruktivní následky pro náš stát a celou společnost a kategoricky je odmítáme.
Především požadujeme:
- Aby prezident České republiky plnil ústavní povinnost jmenováním premiéra, který získá podporu a který nebude trestně stíhanou osobou.
- Aby vláda v demisi nekonala zásadní a personální kroky ani nevytvářela nové ústavní pořádky.
- Aby Senát důrazně vystoupil proti nedodržování ústavních zvyklostí.

## Reakce
Prezident České republiky Miloš Zeman večer v den protestu při rozhovoru v televizi Barrandov studentskou stávku odsoudil. Argumentoval tak, že by se nemělo protestovat proti výsledkům voleb (proti tomu se ve skutečnosti nedemonstrovalo). Dále uvedl, že lidé neprotestovali proti jeho výrokům o České televizi při vlastním inauguračním projevu 8. března 2018, ale za „Kalouskovu televizi“. Řekl, že několikrát premiéra v demisi Andreje Babiše varoval, že se politik demonstrací bát nemá. Zmínil také doslovně, že mu „je těch chudáčků (protestujících) líto“.